# Divisione Garibaldi "Nino Nannetti"
La Divisione d'Assalto Garibaldi "Nino Nannetti" fu una formazione partigiana durante la Resistenza italiana, nata dall'attività del Nucleo partigiano "Luigi Boscarin"/"Tino Ferdiani" e del CLN Belluno.

## Storia
Una formazione inquadrata fra le Brigate Garibaldi, nasce dall'unione di diverse brigate operanti nel Vittoriese e Bellunese, tra le quali il Gruppo Brigate Vittorio Veneto.
Operò nella sinistra Piave, nell'altipiano del Cansiglio, nell'area di Vittorio Veneto, nella Valle del Vajont e in Cadore.

Il nome di Nino Nannetti, un bolognese caduto nella Guerra civile spagnola (1936-1939, u dato nell'estate del 1944 ad un gruppo di Brigate che operavano tra Belluno, Trento e Treviso.
Chiamato prima Gruppo Brigate d'Assalto Garibaldi "Nino Nannetti", assunse poi il nome di Divisione d'Assalto Garibaldi "Nino Nannetti" il 2 agosto 1944.
Presso la Divisione operarono 2 Missioni Alleate.
Dopo i durissimi combattimenti dell'estate 1944 la Divisione fu divisa in 2:
- Divisione d'Assalto Garibaldi "Nino Nannetti", sulla sinistra del fiume Piave, con le:
  - Brigata d'Assalto Garibaldi "Tollot"
  - Brigata d'Assalto Garibaldi "Cacciatori delle Alpi"
  - Brigata d'Assalto Garibaldi "Vittorio Veneto"
  - e alcuni Battaglioni Autonomi.

- Divisione d'Assalto Garibaldi "Belluno", sulla destra del fiume Piave con le:
  - Brigata d'Assalto Garibaldi "Fortunato Calvi"
  - Brigata d'Assalto Garibaldi "Fratelli Fenti"
  - Brigata d'Assalto Garibaldi "Antonio Gramsci"
  - Brigata d'Assalto Garibaldi "Carlo Pisacane"
  - e alcuni Battaglioni Autonomi

In seguito furono costituite numerose altre brigate che entrarono a far parte delle 2 Divisioni:
- Gruppo Brigate d'Assalto Garibaldi "Vittorio Veneto"
- Brigata d'Assalto Garibaldi "Giuseppe Mazzini"
- Brigata d'Assalto Garibaldi "Piave"

## Comandanti
- Giovanbattista Bitto
- Francesco Pesce (Milo)

## Commissari Politici
- Santo (o Sante) Mussio (Coledi)

## Persone legate alla Divisione
- Giuseppe Mario Algeo
- Roberto Anelli-Monti
- Giovanni Banchieri
- Giovanbattista Bitto
- Rubino Bonora
- Francesco Brunelli[2]
- Elio Busato (Nagi)
- Alessandro Cancian (Maine)
- Nino De Marchi (Rolando)
- Giuseppe Faè
- Elio Fregonese[3]
- Riziero Galli[4]
- Sandro Gallo
- Giuseppe Giust (Vitas)
- Bruno Gombi[5]
- Armando Grava (Rosa)
- Raimondo Lacchin (Chirurgo)
- Umberto Lorenzoni
- Libero Lossanti[6]
- Santo (o Sante) Mussio (Coledi)
- Francesco Pesce (Milo) (*Avio (TN) 1917; †Roma (RM) 25 settembre 1989), Capitano dell'Esercito. Decorato di Medaglia d'Argento al Valor Militare e della Bronze Star Medal[7]
- Giuseppe Taffarel
- Bruno Venturini[8]

## Attività partigiana
Numerose furono le azioni militari di cui la Divisione, attraverso le sue Brigate, si rese protagonista.
Azioni che andavano dalle semplici interruzioni ferroviarie e delle linee ad alta tensione, fino ai sabotaggi delle centrali elettriche; dagli assalti contro i presidi nemici, agli scontri diretti con tedeschi e repubblichini.
Per questa attività le vennero attribuite moltissime vittime nelle formazioni militari di matrice fascista.
Di particolare importanza fu l'azione del 16 giugno 1944 a Baldenich nella quale 12 partigiani della Divisione Partigiana "Nino Nannetti" liberarono 70 prigionieri dopo esser riusciti ad entrare nel carcere travestendosi da soldati tedeschi.

### Attività partigiane
Questi i dati ufficiali a fine Campagna 1943-1945:

#### Materiali
- interruzioni ferroviarie: n° 91 per 97 giorni
- interruzioni stradale: n° 18 per 141 giorni
- interruzioni alle linee elettriche: n° 41 per 242 giorni
- automezzi distrutti: n° 209
- autoblindo distrutti: n° 5
- carri armati distrutti: n° 1
- aerei danneggiati: n° 1
- automezzi catturati: n° 1.400 circa

#### Umani
- tedeschi uccisi: n° 2.294
- tedeschi feriti: n° 2.163
- tedeschi prigionieri: n° 10.386
- italiani (fascisti e repubblichini) uccisi: n° 1.054
- italiani (fascisti e repubblichini) feriti: n° 938
- italiani (fascisti e repubblichini) prigionieri: n° 607
- spie uccise: n° 115
- spie ferite: n° 4

#### Perdite partigiane
- garibaldini uccisi: n° 390
- garibaldini mutilati: n° 148
- garibaldini dispersi: n° 36

## Riconoscimenti
In Provincia di Treviso diversi sono i Comuni che hanno dedicato una via alla Divisione.
A Collalto è stato eretto un monumento alla memoria dei caduti della Divisione.
La Città di Vittorio Veneto, in occasione del 35° Anniversario della Liberazione il 25 aprile 1980, con la Deliberazione del Consiglio Comunale n° 63 del 5 febbraio 1980, ha conferito la propria cittadinanza onoraria a tutti i partigiani della Divisione.